# Pochazia angulata
Pochazia angulata är en insektsart som först beskrevs av Kirby 1891.  Pochazia angulata ingår i släktet Pochazia och familjen Ricaniidae. Inga underarter finns listade i Catalogue of Life.